# Гиїнське сільське поселення
Гиї́нське сільське поселення — муніципальне утворення в складі Кезького району Удмуртії, Росія. Адміністративний центр — присілок Стара Гия.
Населення — 424 особи (2018; 475 у 2015, 501 в 2012, 514 в 2010, 733 у 2002).
До 2006 року існувала Гиїнська сільська рада.

## Склад
До складу поселення входять такі населені пункти:
| Населений пункт     | Населення, осіб (2002) | Населення, осіб (2010) | Населення, осіб (2012) |
| ------------------- | ---------------------- | ---------------------- | ---------------------- |
| Асан, присілок      | 50                     | 30                     | 32                     |
| Брагино, присілок   | 11                     | 8                      | 8                      |
| Луд'яг, присілок    | 65                     | 40                     | 39                     |
| Медьма, присілок    | 95                     | 53                     | 53                     |
| Нова Гия, присілок  | 185                    | 150                    | 142                    |
| Стара Гия, присілок | 327                    | 233                    | 227                    |

## Господарство
В поселенні діють школа (Стара Гия), садочок (№ 18), бібліотека (Стара Гия), клуб (Стара Гия), ФАП (Стара Гия). Серед промислових підприємств працює СПК «Маяк».